# John Thompson Hoffman

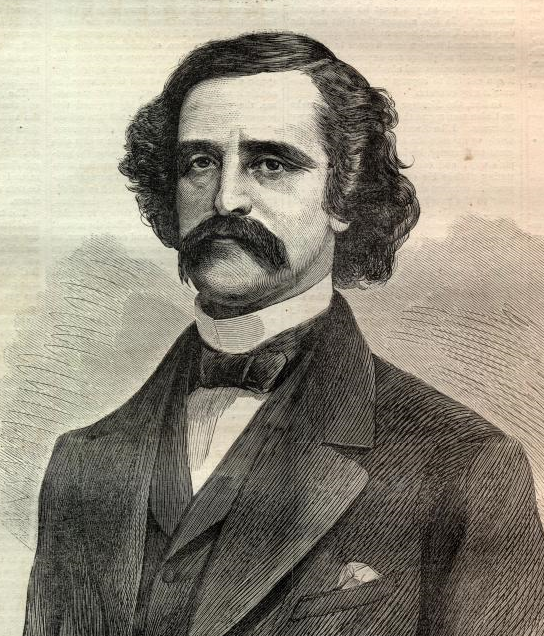
John Thompson Hoffman

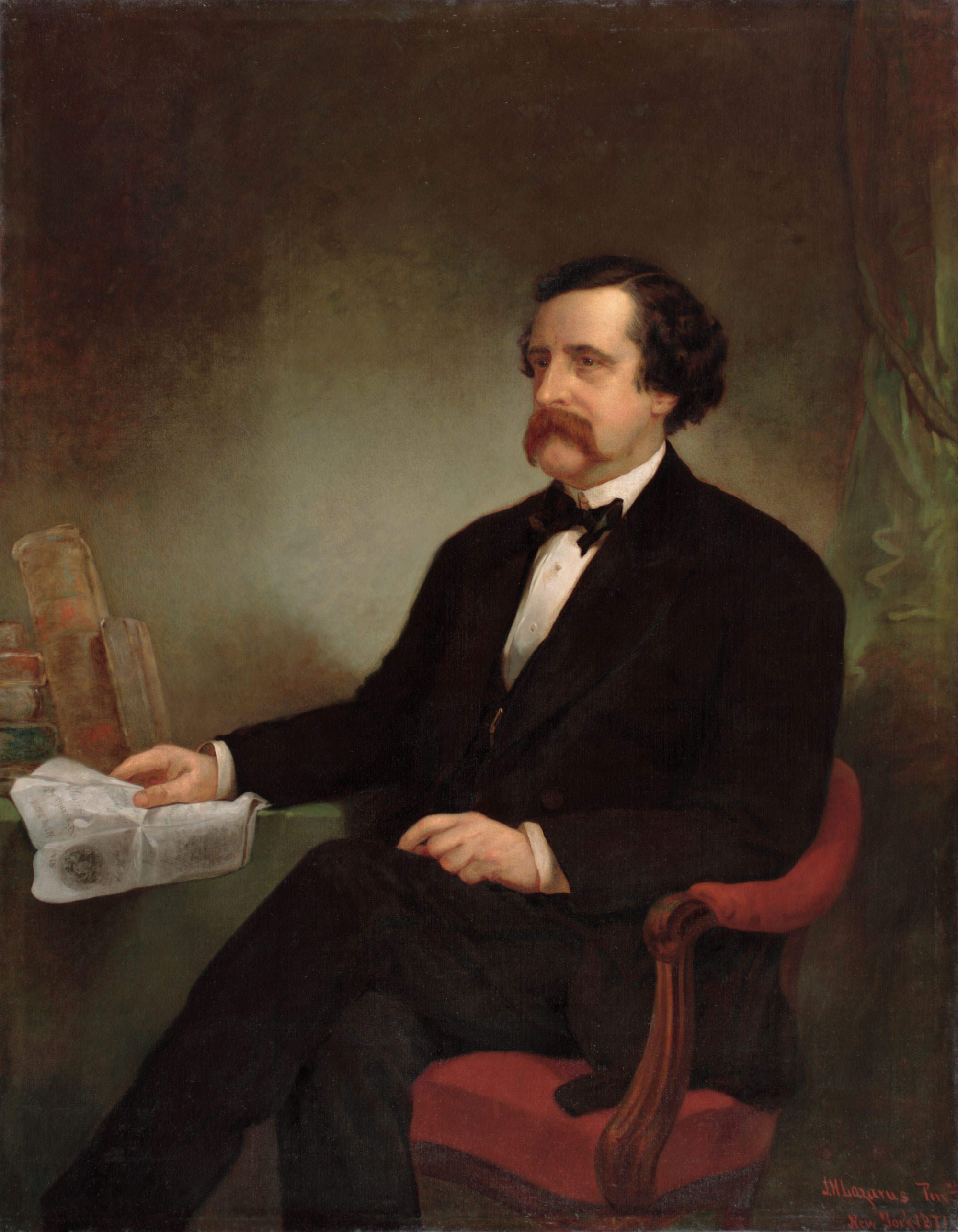
Offizielles Gouverneursporträt

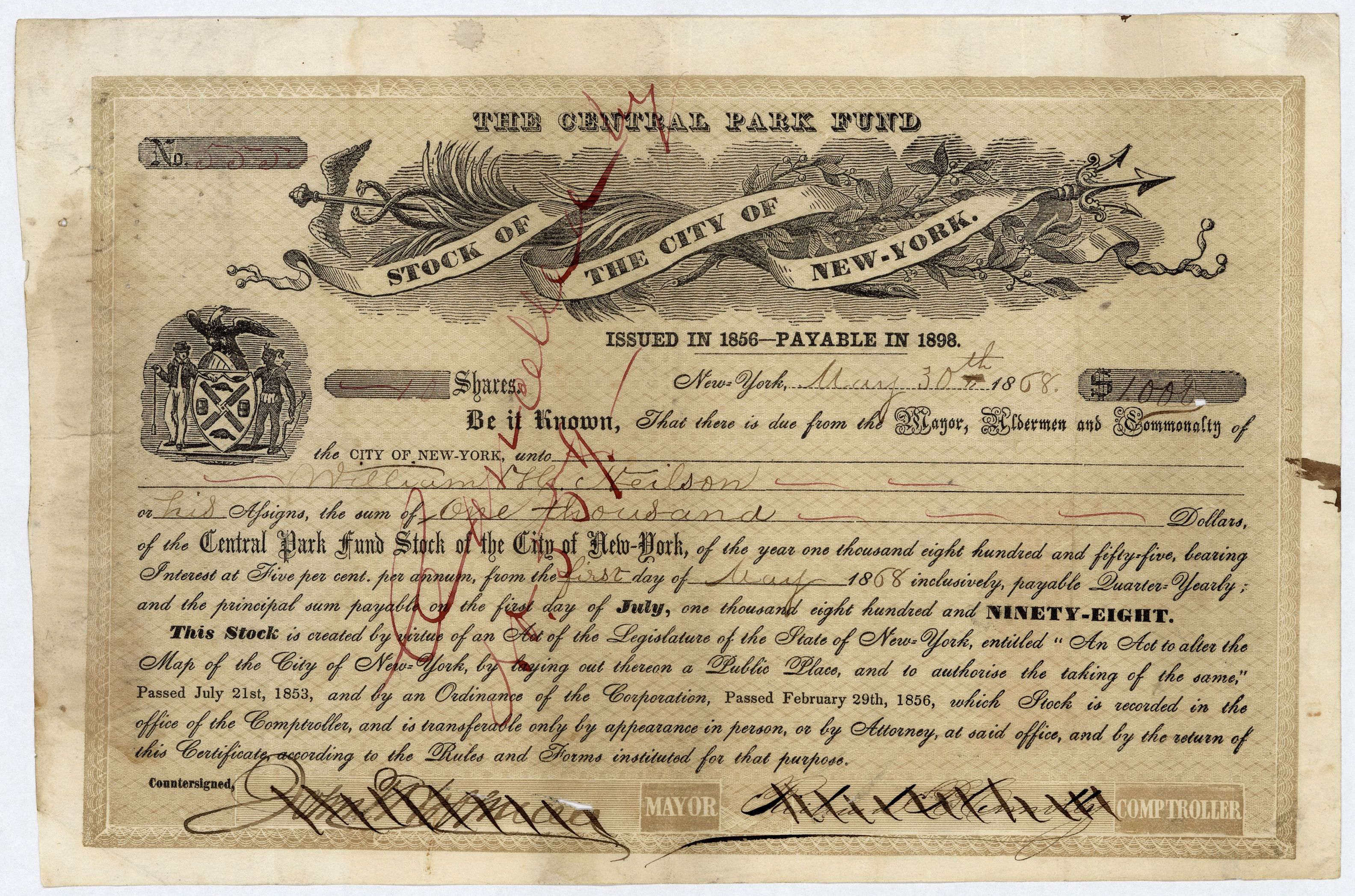
Anteil am Central Park Fund von 1868 mit Unterschrift vom Bürgermeister John Thompson Hoffman

John Thompson Hoffman (* 10. Januar 1828 in Ossining, Westchester County, New York; † 24. März 1888 in Wiesbaden, Deutschland) war ein US-amerikanischer Politiker und von 1869 bis 1873 Gouverneur des Bundesstaates New York.

## Frühe Jahre und politischer Aufstieg
John Hoffman besuchte bis 1846 das Union College. Nach einem anschließenden Jurastudium begann er in New York City als Rechtsanwalt zu arbeiten. Hoffman wurde Mitglied der Demokratischen Partei und gehörte dort zur Gesellschaft von Tammany Hall. Im Jahr 1848 war er Mitglied des Vorstands seiner Partei im Staat New York. Zwischen 1860 und 1864 war er Stadtschreiber in New York City und von 1865 bis 1868 war er Bürgermeister dieser Stadt. 1866 bewarb er sich erfolglos für das Amt des Gouverneurs.

## Gouverneur von New York und weiterer Lebenslauf
Im Jahr 1868 wurde John Hoffman dann doch zum Gouverneur seines Staates gewählt. Nach einer Wiederwahl im Jahr 1870 konnte er dieses Amt zwischen dem 1. Januar 1869 und dem 1. Januar 1873 ausüben. In dieser Zeit wurde die Syracuse University gegründet. Außerdem wurde ein neues Kapitolgebäude geplant. Nach dem Ende seiner Gouverneurszeit zog sich Hoffman aus der Politik zurück und widmete sich seinen privaten Interessen. Er starb 1888 in Wiesbaden und wurde in seinem Geburtsort Ossining beigesetzt. Ex-Gouverneur Hoffman war mit Ella Starkweather verheiratet.

## Sonstiges
Nach ihm wurde die künstliche Insel Hoffman Island vor New York benannt.